# Jeffrey Epstein: Filthy Rich
Jeffrey Epstein: Filthy Rich é uma minissérie de documentários americana sobre o criminoso sexual condenado Jeffrey Epstein. A minissérie é baseada no livro homônimo de 2016  de James Patterson, co-escrito por John Connolly e Tim Malloy. Filthy Rich foi lançado em 27 de maio de 2020 na Netflix. O documentário de quatro partes apresenta entrevistas com várias vítimas, incluindo Virginia Giuffre e Maria Farmer, junto com ex-funcionários e o ex-chefe de polícia Michael Reiter, um indivíduo-chave do primeiro processo criminal contra Epstein.

## Premissa
Filthy Rich conta a história das vítimas de Jeffrey Epstein e como ele usou seu poder e riqueza para cometer esses crimes.

## Produção
A minissérie foi baseada no livro de 2016 Filthy Rich: A Powerful Billionaire, the Sex Scandal that Undid Him, and All the Justice that Money Can Buy: The Shocking True Story of Jeffrey Epstein escrito por James Patterson e co-escrito por John Connolly com Tim Malloy. Filthy Rich foi anunciado antes da morte de Epstein e estava em produção nove meses antes de sua prisão. O projeto foi inicialmente conhecido como The Florida Project, tomando precauções porque Epstein ainda estava vivo, trabalhando em um servidor secreto. Eles também trabalharam em uma sala trancada com câmeras e um cofre para guardar materiais.

## Lançamento
O trailer da minissérie foi lançado em 13 de maio de 2020.

## Recepção
No Rotten Tomatoes, a série detém um índice de aprovação de 81%, com base em avaliações de 42 críticos, com uma classificação média de 6,98/10. O consenso dos críticos do site diz: "Carece de um novo ponto de vista, mas ao focar nas histórias dos sobreviventes, Filthy Rich dá a luz sobre o impacto duradouro dos crimes de Epstein". No Metacritic, a série tem uma pontuação média ponderada de 61 de 100, com base em 13 críticos, indicando "críticas geralmente favoráveis".